# Erica praecox
Erica praecox är en ljungväxtart som beskrevs av Johann Friedrich Klotzsch. Erica praecox ingår i släktet klockljungssläktet, och familjen ljungväxter. Inga underarter finns listade i Catalogue of Life.